# Los Árboles, Querétaro Arteaga
Los Árboles är en ort i Mexiko.   Den ligger i kommunen Amealco de Bonfil och delstaten Querétaro Arteaga, i den sydöstra delen av landet, 130 km nordväst om huvudstaden Mexico City. Los Árboles ligger 2 366 meter över havet och antalet invånare är 268.
Terrängen runt Los Árboles är varierad. Runt Los Árboles är det ganska tätbefolkat, med 111 invånare per kvadratkilometer. Närmaste större samhälle är Temascalcingo de José María Velazco, 19,8 km sydost om Los Árboles. I omgivningarna runt Los Árboles växer huvudsakligen savannskog.